# Amaryllididae
Gli Amaryllididae Lowry & Stoddart, 2002 sono una famiglia dell'ordine degli anfipodi, in particolare si tratta di anfipodi bentici che si possono trovare in tutto l'emisfero meridionale. Questi anfipodi, piatti e lateralmente schiacciati, sono facilmente riconoscibili dalla fila di setae della mandibola, la quale ne ha un ciuffo distale, che sono d'aiuto all'animale nel raggruppare il fitoplancton prima di cibarsene.

## Tassonomia
Questa famiglia contiene due sottofamiglie a loro volta contenenti un totale di nove generi:
- Sottofamiglia Amaryllidinae Lowry & Stoddart, 2002
  - Amaryllis Haswell, 1879
  - Bamarooka Lowry & Stoddart, 2002
  - Erikus Lowry & Stoddart, 1987
  - Wonga Lowry & Stoddart, 2002
- Sottofamiglia Vijayiinae Lowry & Stoddart, 2002
  - Bathyamaryllis Pirlot, 1933
  - Devo Lowry & Stoddart, 2002
  - Pseudamaryllis Andres, 1981
  - Vijaya  Walker, 1904
  - Paravijaya Ren, 1998